# Épreuve 5 de Sheffield de snooker 2011
L'Épreuve 5 de Sheffield 2011 est un tournoi de snooker classé mineur, qui s'est déroulé du 17 au 19 décembre 2011 à la World Snooker Academy de Sheffield en Angleterre.

## Déroulement
Il s'agit de la onzième épreuve du championnat européen des joueurs, une série de tournois disputés en Angleterre (7 épreuves) et en Europe (5 épreuves), lors desquels les joueurs doivent accumuler des points afin de se qualifier pour la grande finale à Galway.
Le tournoi fait partie des cinq épreuves tenues en Angleterre à Sheffield. Il y en avait six la saison dernière, mais il a été décidé que l'une d'entre elles soit tenue à la South West Snooker Academy de Gloucester.
L'événement compte un total de 158 participants dont 128 ont atteint le tableau final. Le vainqueur remporte une prime de 10 000 £.
Le tournoi est remporté par Tom Ford devant son compatriote Martin Gould, sur le score de 4 manches à 3 en finale.
Le tournoi a été marqué par la réalisation de deux breaks de 147 points, de la part de Jamie Cope et de Ding Junhui, le Chinois ayant déjà effectué cet exploit deux jours plus tôt lors des qualifications de l'Open FFB. Il s'agit du deuxième tournoi consécutif du circuit européen dans lequel deux breaks maximums sont réalisés.

## Dotation
La répartition des prix est la suivante :
- Vainqueur : 10 000 £
- Finaliste : 5 000 £
- Demi-finaliste : 2 500 £
- Quart de finaliste : 1 500 £
- 8èmes de finale : 1 000 £
- 16èmes de finale : 600 £
- Deuxième tour : 200 £
- Dotation totale : 50 000 £

## Phases finales
|  | Quarts de finale au meilleur des 7 manches | Quarts de finale au meilleur des 7 manches | Quarts de finale au meilleur des 7 manches |          |                  | Demi-finales au meilleur des 7 manches | Demi-finales au meilleur des 7 manches | Demi-finales au meilleur des 7 manches |  |  | Finale au meilleur des 7 manches | Finale au meilleur des 7 manches | Finale au meilleur des 7 manches |
|  |                                            |                                            |                                            |          |                  |                                        |                                        |                                        |  |  |                                  |                                  |                                  |
|  |                                            | Mark Davis                                 | 3                                          |          |                  |                                        |                                        |                                        |  |  |                                  |                                  |                                  |
|  |                                            | Anthony Hamilton                           | 4                                          |          |                  |                                        |                                        |                                        |  |  |                                  |                                  |                                  |
|  |                                            | Anthony Hamilton                           | 4                                          |          | Anthony Hamilton | 3                                      |                                        |                                        |  |  |                                  |                                  |                                  |
|  |                                            |                                            |                                            |          | Anthony Hamilton | 3                                      |                                        |                                        |  |  |                                  |                                  |                                  |
|  |                                            |                                            | Martin Gould                               | 4        |                  |                                        |                                        |                                        |  |  |                                  |                                  |                                  |
|  |                                            | Martin Gould                               | Martin Gould                               | 4        | 4                |                                        |                                        |                                        |  |  |                                  |                                  |                                  |
|  |                                            | Martin Gould                               |                                            |          | 4                |                                        |                                        |                                        |  |  |                                  |                                  |                                  |
|  |                                            | Michael Holt                               | 2                                          |          |                  |                                        |                                        |                                        |  |  |                                  |                                  |                                  |
|  |                                            |                                            |                                            |          |                  |                                        |                                        |                                        |  |  |                                  | Martin Gould                     | 3                                |
|  |                                            |                                            |                                            | Tom Ford | 4                |                                        |                                        |                                        |  |  |                                  |                                  |                                  |
|  |                                            | Graeme Dott                                | 4                                          |          |                  |                                        |                                        |                                        |  |  |                                  |                                  |                                  |
|  |                                            | Ricky Walden                               | 1                                          |          |                  |                                        |                                        |                                        |  |  |                                  |                                  |                                  |
|  |                                            | Ricky Walden                               | 1                                          |          | Graeme Dott      | 0                                      |                                        |                                        |  |  |                                  |                                  |                                  |
|  |                                            |                                            |                                            |          | Graeme Dott      | 0                                      |                                        |                                        |  |  |                                  |                                  |                                  |
|  |                                            |                                            | Tom Ford                                   | 4        |                  |                                        |                                        |                                        |  |  |                                  |                                  |                                  |
|  |                                            | Tom Ford                                   | Tom Ford                                   | 4        | 4                |                                        |                                        |                                        |  |  |                                  |                                  |                                  |
|  |                                            | Tom Ford                                   |                                            |          | 4                |                                        |                                        |                                        |  |  |                                  |                                  |                                  |
|  |                                            | Judd Trump                                 | 1                                          |          |                  |                                        |                                        |                                        |  |  |                                  |                                  |                                  |

## Finale
| Finale au meilleur des 7 manches Arbitre : ???  |                          |                     |
| Martin Gould Angleterre                         | 3 - 4 ( - )              | Tom Ford Angleterre |
| 1 127                                           | Centuries Meilleur break | 0 66                |
| Tom Ford remporte l'Épreuve 5 de Sheffield 2011 |                          |                     |